# Championnats du monde junior de squash
Les Championnats du monde junior de squash sont le tournoi de squash officiel pour les juniors organisé par la World Squash Federation (WSF).
Ils sont ouverts aux joueurs et joueuses de 19 ans et moins.
Quand l'épreuve individuelle se tient désormais chaque année, l'épreuve par équipes alterne entre l'épreuve féminine et masculine,.
L'épreuve par équipes se tient de manière non officielle de 1973 à 1979. À partir de 2009, les épreuves individuelles se tiennent annuellement à la fois pour les hommes et les femmes quand les épreuves par équipes restent biennales,.

## Championnat hommes

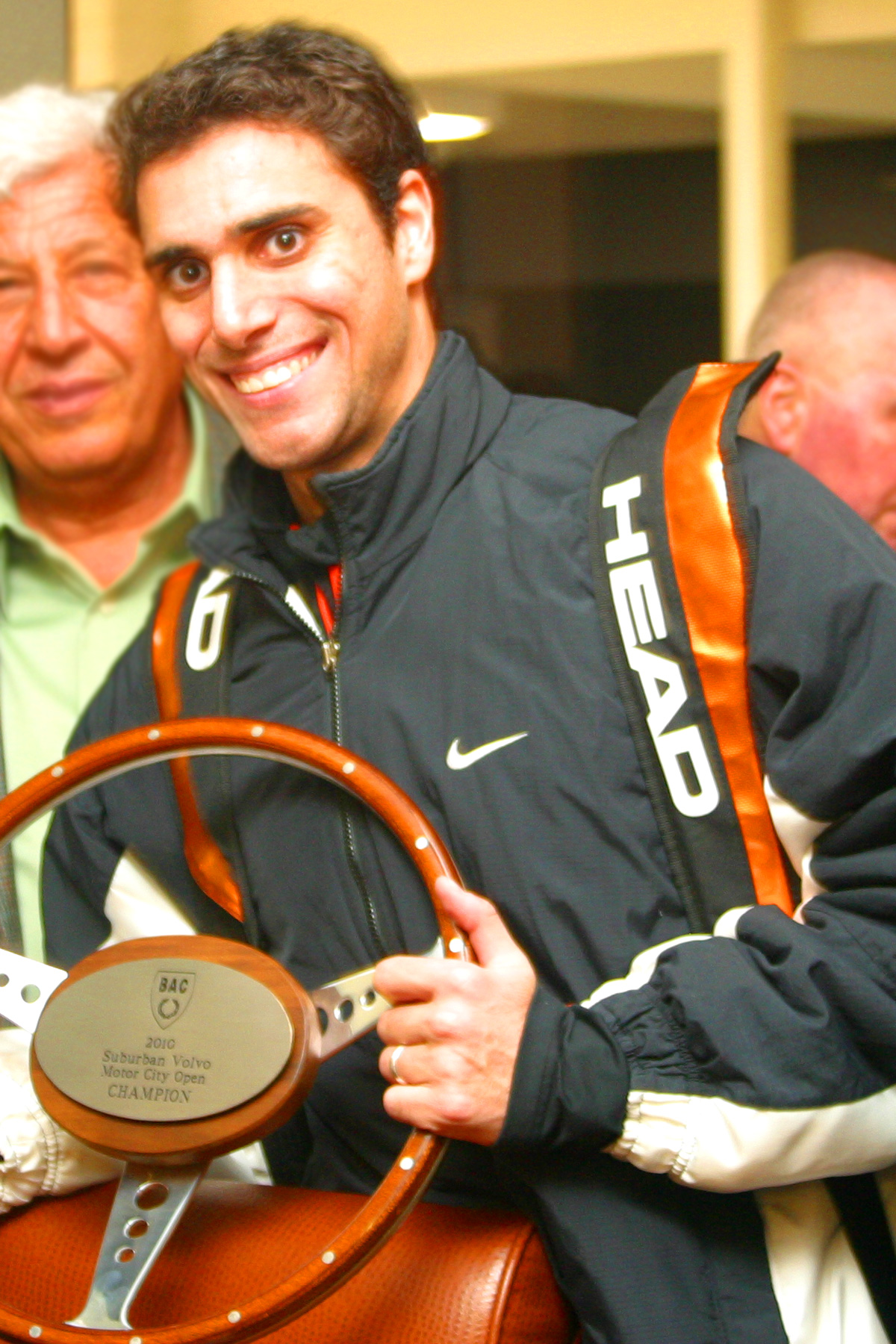
Karim Darwish gagne le titre individuel à Milan en 2000.

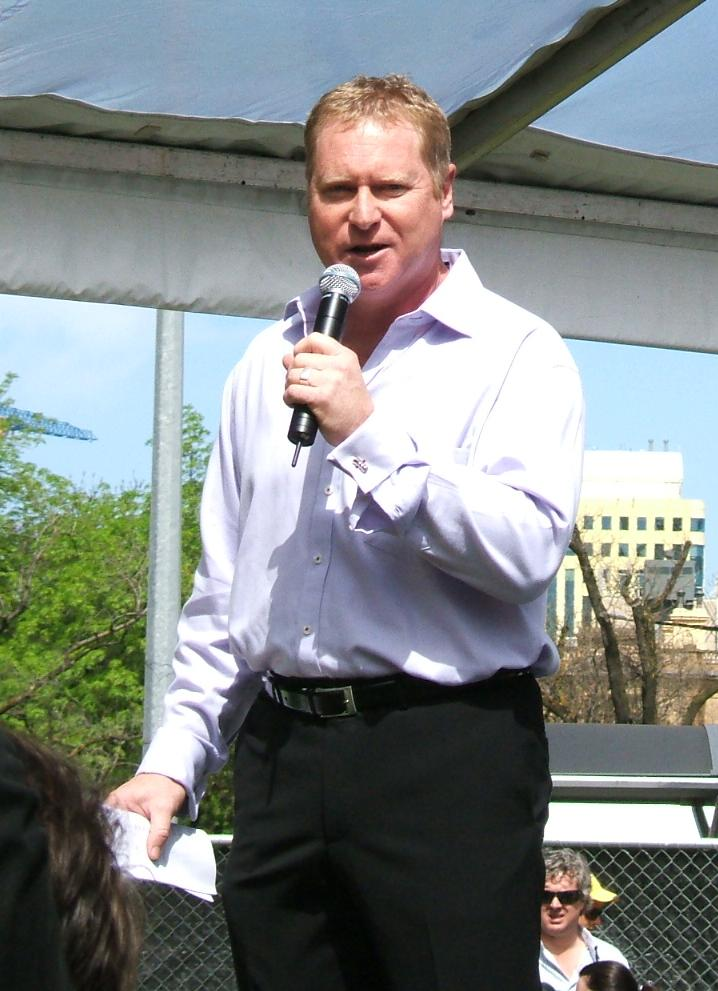
Chris Dittmar est le finaliste en individuel en 1980 et 1982.

### Individuel hommes
| Année | Lieu             | Champion                                                 | Finaliste                                                | Score en finale                                          |
| ----- | ---------------- | -------------------------------------------------------- | -------------------------------------------------------- | -------------------------------------------------------- |
| 1980  | Kungälv          | Peter Nance                                              | Chris Dittmar                                            | 6–9, 9–7, 9–2, 9–6                                       |
| 1982  | Kuala Lumpur     | Sohail Qaiser                                            | Chris Dittmar                                            | 3–9, 10–8, 9–4, 9–3                                      |
| 1984  | Calgary          | Chris Robertson                                          | David Lloyd                                              | 9–0, 9–5, 9–0                                            |
| 1986  | Brisbane         | Jansher Khan                                             | Rodney Eyles                                             | 9–3, 9–0, 9–2                                            |
| 1988  | Edinburgh        | Del Harris                                               | Anthony Hill                                             | 9–6, 5–9, 7–9, 9–7, 9–2                                  |
| 1990  | Paderborn        | Simon Parke                                              | David Campion                                            | 9–7, 9–4, 9–1                                            |
| 1992  | Hong Kong        | Juha Raumolin                                            | Jonathon Power                                           | 5–9, 9–3, 9–7, 9–2                                       |
| 1994  | Christchurch     | Ahmed Barada                                             | Omar El Borolossy                                        | 9–0, 7–9, 3–9, 9–3, 9–2                                  |
| 1996  | Le Caire         | Ahmed Faizy                                              | Stewart Boswell                                          | 9–6, 3–9, 9–7, 9–6                                       |
| 1998  | Princeton        | Ong Beng Hee                                             | Wael El Hindi                                            | 7–9, 9–5, 9–0, 9–5                                       |
| 2000  | Milan            | Karim Darwish                                            | Grégory Gaultier                                         | 9–1, 9–3, 9–7                                            |
| 2002  | Chennai          | James Willstrop                                          | Peter Barker                                             | 9–0, 9–3, 9–1                                            |
| 2004  | Islamabad        | Ramy Ashour                                              | Yasir Butt                                               | 9–5, 10–8, 9–3                                           |
| 2006  | Palmerston North | Ramy Ashour                                              | Omar Mosaad                                              | 9–1, 9–3, 9–1                                            |
| 2008  | Zurich           | Mohamed El Shorbagy                                      | Aamir Atlas Khan                                         | 2–9, 9–3, 10–8, 9–4                                      |
| 2009  | Chennai          | Mohamed El Shorbagy                                      | Ivan Yuen                                                | 11–9, 12–10, 11–2                                        |
| 2010  | Quito            | Amr Khaled Khalifa                                       | Ali Farag                                                | 8–11, 11–9, 12–10, 11–7                                  |
| 2011  | Herentals        | Marwan El Shorbagy                                       | Mohamed Abouelghar                                       | 11–6, 11–6, 11–8                                         |
| 2012  | Doha             | Marwan El Shorbagy                                       | Mohamed Abouelghar                                       | 11–9, 7–11, 11–7, 11–8                                   |
| 2013  | Wrocław          | Karim El Hammamy                                         | Fares Dessouky                                           | 11–8, 11–6, 6–11, 13–11                                  |
| 2014  | Windhoek         | Diego Elías                                              | Omar El Atmas                                            | 11–3, 11–2, 11–1                                         |
| 2015  | Eindhoven        | Diego Elías                                              | Youssef Soliman                                          | 11–6, 11–9, 11–8                                         |
| 2016  | Bielsko-Biała    | Eain Yow Ng                                              | Saadeldin Abouaish                                       | 11–3, 9–11 11–7, 11–5                                    |
| 2017  | Tauranga         | Marwan Tarek                                             | Victor Crouin                                            | 11-9, 3-11, 11-6, 3-11, 11-3 (57 min),                   |
| 2018  | Chennai          | Mostafa Asal                                             | Marwan Tarek                                             | 11-7, 13-11, 11-4 (45 min)                               |
| 2019  | Kuala Lumpur     | Mostafa Asal                                             | Moustafa El Sirty                                        | 12-10, 11-3, 11-6 (41 min)                               |
| 2020  | Gold Coast       | annulé en raison de la pandémie de Covid-19 en Australie | annulé en raison de la pandémie de Covid-19 en Australie | annulé en raison de la pandémie de Covid-19 en Australie |
| 2021  | Le Caire         | annulé en raison de la pandémie de Covid-19 en Égypte    | annulé en raison de la pandémie de Covid-19 en Égypte    | annulé en raison de la pandémie de Covid-19 en Égypte    |
| 2022  | Nancy            | Rowan Damming                                            | Finnlay Withington                                       | 11-4, 12-10, 11-8 (36 min)                               |
| 2023  | Melbourne        | Hamza Khan                                               | Mohamed Zakaria                                          | 10-12, 14-12, 11-3, 11-6 (70 min)                        |
| 2024  | Houston          | Mohamed Zakaria                                          | Joo Young Na                                             | 11-6, 11-4, 11-6 (37 min)                                |
| 2025  | Le Caire         | Mohamed Zakaria                                          | Marwan Assal                                             | 11-5, 11-3, 11-4 (36 min)                                |

### Équipe hommes
L'épreuve par équipes démarre officieusement en avril 1973 pour coïncider avec le British Junior Open qui se tient chaque année en Angleterre. Seulement 4 nations (Angleterre, Écosse, pays de Galles et Suède participent au tournoi qui se tient sur les courts du National Westminster Bank Sports Ground dans le South London, jouant pour un bouclier offert par la banque
Le tournoi individuel se tient à partir de 1980. Il a été gagné par quatre pays différents. Le record de pays participants est de 31, pour les tournois 2000 et 2008 se tenant respectivement à Milan et Zürich
| * | Championnat non officiel[a] |

| Année | Vainqueur                                                | Score en finale                                          | Finaliste                                                | Troisième place                                          | Quatrième place                                          |
| ----- | -------------------------------------------------------- | -------------------------------------------------------- | -------------------------------------------------------- | -------------------------------------------------------- | -------------------------------------------------------- |
| 1973  | Angleterre                                               | –                                                        | Suède                                                    | Pays de Galles                                           | Écosse                                                   |
| 1974  | Angleterre                                               | –                                                        | Afrique du Sud                                           | Écosse                                                   | Pays de Galles                                           |
| 1975  | Angleterre                                               | –                                                        | Égypte                                                   | Écosse                                                   | Pays de Galles                                           |
| 1976  | Angleterre                                               | –                                                        | Suède                                                    | Écosse                                                   | Pays de Galles                                           |
| 1977  | Angleterre                                               | –                                                        | Suède                                                    | Irlande                                                  | Pays de Galles                                           |
| 1978  | Australie                                                | –                                                        | Suède                                                    | Angleterre                                               | Pakistan                                                 |
| 1979  | Pakistan                                                 | –                                                        | Angleterre                                               | Canada                                                   | Suède                                                    |
| 1980  | Australie (1)                                            | 2–1                                                      | Pakistan (1)                                             | Nouvelle-Zélande (1)                                     | Angleterre (1)                                           |
| 1982  | Pakistan (1)                                             | 2–1                                                      | Australie (1)                                            | Angleterre (1)                                           | Nouvelle-Zélande (1)                                     |
| 1984  | Australie (2)                                            | 2–1                                                      | Angleterre (1)                                           | Pakistan (1)                                             | Canada (1)                                               |
| 1986  | Australie (3)                                            | 3–0                                                      | Angleterre (2)                                           | Pakistan (2)                                             | Canada (2)                                               |
| 1988  | Australie (4)                                            | 2–1                                                      | Pakistan (2)                                             | Angleterre (2)                                           | Nouvelle-Zélande (2)                                     |
| 1990  | Angleterre (1)                                           | 2–1                                                      | Australie (2)                                            | Pakistan (3)                                             | Finlande (1)                                             |
| 1992  | Australie (5)                                            | 2–1                                                      | Angleterre (3)                                           | Canada (1)                                               | Égypte (1)                                               |
| 1994  | Égypte (1)                                               | 3–0                                                      | Angleterre (4)                                           | Finlande (1)                                             | Australie (1)                                            |
| 1996  | Angleterre (2)                                           | 2–1                                                      | Égypte (1)                                               | Pakistan (4)                                             | Suisse (1)                                               |
| 1998  | Angleterre (3)                                           | 2–1                                                      | Égypte (2)                                               | Pakistan (5)                                             | France (1)                                               |
| 2000  | Angleterre (4)                                           | 2–1                                                      | Égypte (3)                                               | Pakistan (6)                                             | France (2)                                               |
| 2002  | Pakistan (2)                                             | 2–1                                                      | Angleterre (5)                                           | Égypte (1)                                               | Australie (2)                                            |
| 2004  | Pakistan (3)                                             | 2–1                                                      | Égypte (4)                                               | Angleterre (3)                                           | Koweït (1)                                               |
| 2006  | Égypte (2)                                               | 2–1                                                      | Pakistan (3)                                             | Malaisie (1)                                             | Angleterre (2)                                           |
| 2008  | Pakistan (4)                                             | 2–0                                                      | Égypte (5)                                               | Angleterre (4)                                           | Inde (1)                                                 |
| 2010  | Égypte (3)                                               | 2–1                                                      | Pakistan (4)                                             | Canada (2)                                               | Angleterre (3)                                           |
| 2012  | Égypte (4)                                               | 2–0                                                      | Pakistan (5)                                             | Inde (1)                                                 | Angleterre (4)                                           |
| 2014  | Égypte (5)                                               | 2–0                                                      | Pakistan (6)                                             | Espagne (1)                                              | Malaisie (1)                                             |
| 2016  | Pakistan (5)                                             | 2–1                                                      | Égypte (6)                                               | Angleterre (5) / États-Unis (1)                          | Angleterre (5) / États-Unis (1)                          |
| 2018  | Égypte (6)                                               | 2–1                                                      | Angleterre (7)                                           | Tchéquie (1) / États-Unis (2)                            | Tchéquie (1) / États-Unis (2)                            |
| 2020  | annulé en raison de la pandémie de Covid-19 en Australie | annulé en raison de la pandémie de Covid-19 en Australie | annulé en raison de la pandémie de Covid-19 en Australie | annulé en raison de la pandémie de Covid-19 en Australie | annulé en raison de la pandémie de Covid-19 en Australie |
| 2022  | Angleterre (5)                                           | 2–1                                                      | Égypte (7)                                               | Pakistan (7)/ Malaisie (2)                               | Pakistan (7)/ Malaisie (2)                               |
| 2024  | Égypte (7)                                               | 2–0                                                      | Corée du Sud (1)                                         | Colombie (1) / États-Unis (3)                            | Colombie (1) / États-Unis (3)                            |
| 2025  | Égypte (8)                                               | 2–0                                                      | États-Unis (1)                                           | Angleterre (6) / Inde (2)                                | Angleterre (6) / Inde (2)                                |

## Championnat femmes

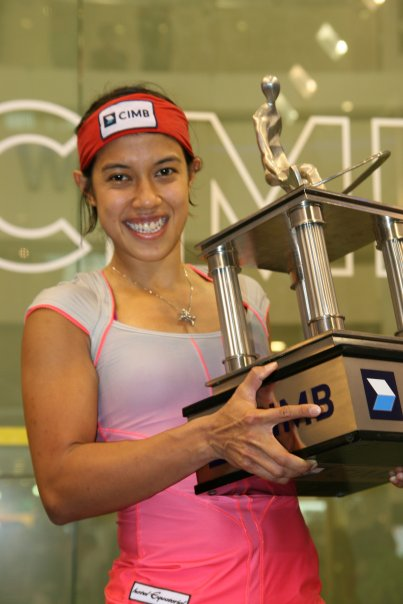
Nicol David est la première joueuse à avoir gagné deux fois le titre individuel en 1999 et 2001.

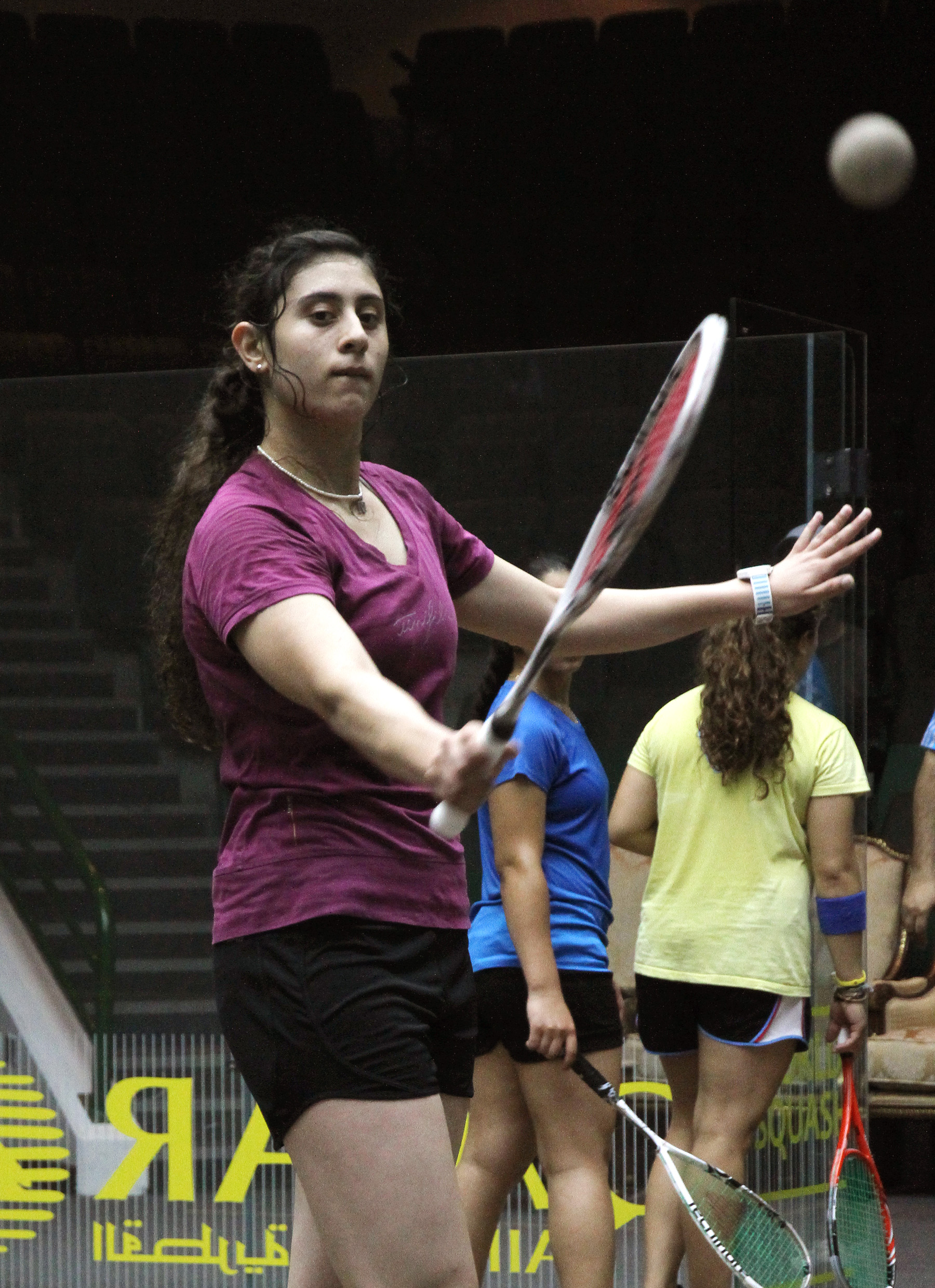
Nour El Sherbini est la plus jeune lauréate à l'âge de 13 ans.

### Individuel femmes
| Année | Lieu           | Championne                                               | Finaliste                                                | Score en finale                                          |
| ----- | -------------- | -------------------------------------------------------- | -------------------------------------------------------- | -------------------------------------------------------- |
| 1981  | Ottawa         | Lisa Opie                                                | Martine Le Moignan                                       | 9–4, 9–6, 10–8                                           |
| 1983  | Perth          | Robyn Friday                                             | Helen Paradeiser                                         | 10–8, 9–2, 9–3                                           |
| 1985  | Dublin         | Lucy Soutter                                             | Sarah Fitz-Gerald                                        | 9–1, 9–1, 9–6                                            |
| 1987  | Brighton       | Sarah Fitz-Gerald                                        | Donna Vardy                                              | 9–0, 9–6, 9–0                                            |
| 1989  | Hamilton       | Donna Vardy                                              | Lynora Hati                                              | 9–2, 9–1, 9–3                                            |
| 1991  | Bergen         | Cassie Jackman                                           | Sabine Schöne                                            | 9–1, 4–9, 9–6, 6–9, 9–0                                  |
| 1993  | Kuala Lumpur   | Rachael Grinham                                          | Sarah Cook                                               | 9–6, 5–9, 9–5, 9–1                                       |
| 1995  | Sydney         | Jade Wilson                                              | Rachael Grinham                                          | 9–3, 9–4, 9–7                                            |
| 1997  | Rio de Janeiro | Tania Bailey                                             | Isabelle Stoehr                                          | 9–6, 9–1, 9–7                                            |
| 1999  | Anvers         | Nicol David                                              | Lynn Leong                                               | 9–5, 9–3, 9–2                                            |
| 2001  | Penang         | Nicol David                                              | Omneya Abdel Kawy                                        | 9–2, 9–4, 9–2                                            |
| 2003  | Le Caire       | Omneya Abdel Kawy                                        | Amnah El Trabolsy                                        | 9–0, 9–6, 9–4                                            |
| 2005  | Herentals      | Raneem El Weleily                                        | Joshna Chinappa                                          | 9–3, 9–4, 10–8                                           |
| 2007  | Hong Kong      | Raneem El Weleily                                        | Camille Serme                                            | 9–2, 9–4, 5–9, 9–3                                       |
| 2009  | Chennai        | Nour El Sherbini                                         | Nour El Tayeb                                            | 5–11, 11–7, 11–6, 11–5                                   |
| 2010  | Cologne        | Amanda Sobhy                                             | Nour El Tayeb                                            | 3–11, 11–7, 11–6, 11–7                                   |
| 2011  | Boston         | Nour El Tayeb                                            | Nour El Sherbini                                         | 11–5, 3–11, 11–7, 11–8                                   |
| 2012  | Doha           | Nour El Sherbini                                         | Yathreb Adel                                             | 10–12, 11–9, 11–5, 11–2                                  |
| 2013  | Wrocław        | Nour El Sherbini                                         | Mariam Metwally                                          | 11–7, 16–14, 11–8                                        |
| 2014  | Windhoek       | Habiba Mohamed                                           | Nouran Gohar                                             | 6–11, 11–2, 11–7, 11–6                                   |
| 2015  | Eindhoven      | Nouran Gohar                                             | Habiba Mohamed                                           | 11–6, 7–11, 11–7, 17–15                                  |
| 2016  | Bielsko-Biała  | Nouran Gohar                                             | Rowan Elaraby                                            | 11–5, 11–6, 11–7,                                        |
| 2017  | Tauranga       | Rowan Elaraby                                            | Hania El Hammamy                                         | 11–7, 11–9, 11–8 (36 min)                                |
| 2018  | Chennai        | Rowan Elaraby                                            | Hania El Hammamy                                         | 11-4, 11-9, 10-12, 11-9 (65 min)                         |
| 2019  | Kuala Lumpur   | Hania El Hammamy                                         | Jana Shiha                                               | 11-9, 11-6, 11-8 (35 min)                                |
| 2020  | Gold Coast     | annulé en raison de la pandémie de Covid-19 en Australie | annulé en raison de la pandémie de Covid-19 en Australie | annulé en raison de la pandémie de Covid-19 en Australie |
| 2021  | Le Caire       | annulé en raison de la pandémie de Covid-19 en Égypte    | annulé en raison de la pandémie de Covid-19 en Égypte    | annulé en raison de la pandémie de Covid-19 en Égypte    |
| 2022  | Nancy          | Amina Orfi                                               | Salma Eltayeb                                            | 9-11, 1-11, 11-6, 11-3, 11-7 (60 min)                    |
| 2023  | Melbourne      | Amina Orfi                                               | Aira Azman                                               | 11-8, 11-5, 11-1 (31 min)                                |
| 2024  | Houston        | Amina Orfi                                               | Fayrouz Aboelkheir                                       | 11-7, 15-13, 11-5 (48 min)                               |
| 2025  | Le Caire       | Amina Orfi                                               | Nadien ElHammamy                                         | 11-7, 11-7, 11-5 (36 min)                                |

### Équipe femmes
La compétition féminine par équipe se déroule depuis 1995. Elle a été gagnée par quatre nations différentes. Le record de nations participantes est de 20, lors du tournoi 2005 à Herentals en Belgique.
| Année | Vainqueur                                             | Score en finale                                       | Finaliste                                             | Troisième place                                       | Quatrième place                                       |
| ----- | ----------------------------------------------------- | ----------------------------------------------------- | ----------------------------------------------------- | ----------------------------------------------------- | ----------------------------------------------------- |
| 1985  | Australie (1)                                         | 2–1                                                   | Angleterre (1)                                        | Nouvelle-Zélande (1)                                  | Écosse (1)                                            |
| 1987  | Angleterre (1)                                        | 2–1                                                   | Australie (1)                                         | Nouvelle-Zélande (2)                                  | Canada (1)                                            |
| 1989  | Angleterre (2)                                        | –                                                     | Australie (2)                                         | Allemagne de l'Ouest (1)                              | Nouvelle-Zélande (1)                                  |
| 1991  | Angleterre (3)                                        | 3–0                                                   | Australie (3)                                         | Allemagne de l'Ouest (2)                              | Nouvelle-Zélande (2)                                  |
| 1993  | Australie (2)                                         | 2–1                                                   | Nouvelle-Zélande (1)                                  | Égypte (1)                                            | Angleterre (1)                                        |
| 1995  | Australie (3)                                         | 2–1                                                   | Angleterre (2)                                        | Nouvelle-Zélande (3)                                  | Allemagne (1)                                         |
| 1997  | Angleterre (4)                                        | 2–1                                                   | Nouvelle-Zélande (2)                                  | Malaisie (1)                                          | Belgique (1)                                          |
| 1999  | Égypte (1)                                            | 2–1                                                   | Angleterre (3)                                        | Malaisie (2)                                          | Australie (1)                                         |
| 2001  | Angleterre (5)                                        | 2–1                                                   | Malaisie (1)                                          | Égypte (2)                                            | États-Unis (1)                                        |
| 2003  | Égypte (2)                                            | 3–0                                                   | Australie (4)                                         | Angleterre (1)                                        | Inde (1)                                              |
| 2005  | Hong Kong (1)                                         | 2–1                                                   | Égypte (2)                                            | Angleterre (2)                                        | États-Unis (2)                                        |
| 2007  | Égypte (3)                                            | 2–0                                                   | Malaisie (2)                                          | Nouvelle-Zélande (4)                                  | Hong Kong (1)                                         |
| 2009  | Égypte (4)                                            | 2–0                                                   | Hong Kong (1)                                         | Inde (1)                                              | États-Unis (3)                                        |
| 2011  | Égypte (5)                                            | 2–1                                                   | États-Unis (1)                                        | Hong Kong (1)                                         | Inde (3)                                              |
| 2013  | Égypte (6)                                            | 2–0                                                   | États-Unis (2)                                        | Hong Kong (2)                                         | Angleterre (2)                                        |
| 2015  | Égypte (7)                                            | 2–0                                                   | États-Unis (3)                                        | Angleterre (3) / Malaisie (3)                         | Angleterre (3) / Malaisie (3)                         |
| 2017  | Égypte (8)                                            | 2–0                                                   | Malaisie (3)                                          | Angleterre (4) / Hong Kong (2)                        | Angleterre (4) / Hong Kong (2)                        |
| 2019  | Égypte (9)                                            | 2–0                                                   | Malaisie (4)                                          | Angleterre (5) / Hong Kong (3)                        | Angleterre (5) / Hong Kong (3)                        |
| 2021  | annulé en raison de la pandémie de Covid-19 en Égypte | annulé en raison de la pandémie de Covid-19 en Égypte | annulé en raison de la pandémie de Covid-19 en Égypte | annulé en raison de la pandémie de Covid-19 en Égypte | annulé en raison de la pandémie de Covid-19 en Égypte |
| 2023  | Égypte (10)                                           | 2–0                                                   | Malaisie (5)                                          | Angleterre (6) / États-Unis (4)                       | Angleterre (6) / États-Unis (4)                       |
| 2024  | Égypte (11)                                           | 2–0                                                   | États-Unis (4)                                        | Canada (1) / Malaisie (4)                             | Canada (1) / Malaisie (4)                             |
| 2025  | Égypte (11)                                           | 2–0                                                   | Hong Kong (2)                                         | Angleterre (7) / États-Unis (5)                       | Angleterre (7) / États-Unis (5)                       |